# Peristicta jalmosi
Peristicta jalmosi – gatunek ważki z rodziny łątkowatych (Coenagrionidae). Występuje w Brazylii; stwierdzony w stanach Goiás, Minas Gerais, Espírito Santo, a także w Dystrykcie Federalnym.